# Leon Czolgosz
Leon Frank Czołgosz, född 1 januari 1873 i  Alpena i Michigan, död 29 oktober 1901 i Auburn i New York, mördade USA:s 25:e president William McKinley. Czołgosz var registrerad republikan men var starkt påverkad av anarkistiska författare såsom Emma Goldman mot slutet av sitt liv.

## Biografi
Czołgosz var son till polska immigranter och föddes i Alpena i Michigan. Hans födelsedatum har inte blivit fastställt, men enligt vissa källor föddes han den 1 januari 1873. Han levde under extrem fattigdom hela sitt liv. Han lämnade sin familjs jordbruk i Cleveland i Ohio när han var tio år för att arbeta på American Steel and Wire Company med två av sina bröder. När Czolgosz var 12 år, dog hans mor i barnsäng. Som mest tjänade han fyra dollar om dagen, men sedan arbetarna på hans fabrik gått ut i strejk, under en tid då fackföreningar var olagliga, blev de avskedade.

### Anarkism och Emma Goldman
Efter att 1898 ha sett liknande strejker (där många slutade med sammanstötningar med polisen) återvände Czolgosz hem igen, där han kom i upprepade konfrontationer med familjen på grund av dess katolska övertygelser och med sin styvmor. Han sökte sig till ensamheten och läste mycket socialistiska och anarkistiska tidningar. Han blev mycket berörd av att höra ett tal av Emma Goldman, och sökte upp henne för att prata politik i New York. Hon skrev senare ett sympatiskt stycke om mordet på McKinley men samtyckte inte med det. Czolgosz, så vitt man vet, blev aldrig accepterad in i någon anarkistisk grupp. Hans våldsromantiserande kommentarer föll dem inte i smaken utan skapade istället misstänksamhet mot Czolgosz. Vissa trodde till och med att han var en statsutsänd infiltratör.
Free Society, en radikal tidning, utfärdade till och med en varning riktad emot Czolgosz:
"The attention of the comrades is called to another spy. He is well dressed, of medium height, rather narrow shouldered, blond, and about 25 years of age. Up to the present he has made his appearance in Chicago and Cleveland. In the former place he remained a short time, while in Cleveland he disappeared when the comrades had confirmed themselves of his identity and were on the point interested in the cause, asking for names, or soliciting aid for acts of contemplated violence. If this individual makes his appearance elsewhere, the comrades are warned in advance and can act accordingly."
Czolgosz erfarenheter hade övertygat honom om att USA var ett orättvist samhälle, ett system där de rika kunde berika sig själva genom att exploatera de fattiga. Han ansåg att grunden till detta problem låg i själva staten.
Kungen av Italien, Umberto I, mördades den 29 juli 1900 av anarkisten Gaetano Bresci. Till pressen sa Bresci sen att han var tvungen att ta saken i egna händer för den enkla människan. Mordet spred chockvågor i den amerikanska anarkiströrelsen. Czolgosz hade hittat en hjälte i Bresci: en man som vågade offra sig själv för saken. Mordet inspirerade Czolgosz så mycket att han gjorde sig besväret att försöka kopiera händelsen så mycket som möjligt, bland annat genom att köpa revolvern Bresci använde, en Iver Johnson. När Czolgosz senare greps hittade polisen ett tidningsutklipp om Bresci i hans plånbok.

### September 1901

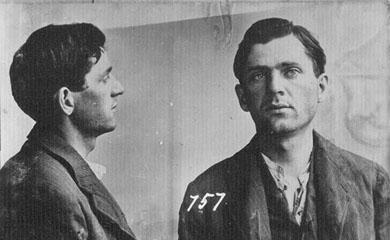
Polisens fotografi på Czołgosz.

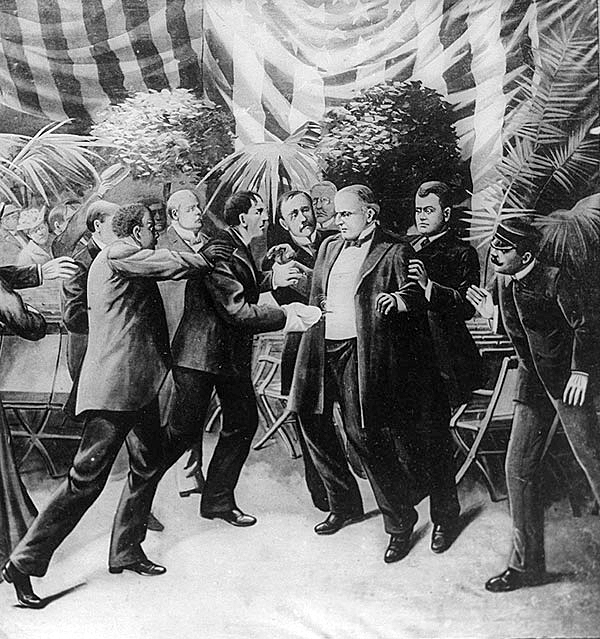
Leon Czolgosz skjuter president William McKinley med en dold revolver

Den 31 augusti 1901 flyttade han till Buffalo i New York och hyrde ett rum i närheten av utställningen Pan-American Exposition. 
Den 6 september gick Czolgosz till utställningen med en pistol, dold i en snusnäsduk. McKinley hade stått och tagit emot människor i mottagningen i Temple of Music när Czolgosz nådde till slutet av kön och sköt McKinley två gånger på nära avstånd klockan 16:07. McKinley dog av sina skador den 14 september.
Pistolen Czolgosz använde var en .32 kalibrig Iver-Johnson-revolver, med serienumret 463344. Czolgosz köpte den för fyra dollar och 50 cent den 2 september 1901.
Czolgosz fälldes och dömdes till döden den 23 september i en rättegång som pågick 8 timmar och 26 minuter från det att juryn valts och dom fallit.
Czolgosz avrättades i den elektriska stolen av tre stötar à 1700 volt den 29 oktober 1901 i Auburns fängelse i Auburn i New York. Hans sista ord var "I killed the President because he was the enemy of the good people—the good working people. I am not sorry for my crime." ("Jag dödade presidenten för att han var en fiende till det goda folket; det goda arbetande folket. Jag är inte ledsen för mitt brott"). När fängelsevakten satte fast honom i stolen sa han med hårt sammanhållna tänder, "I am sorry I could not see my father" ("Jag är ledsen att jag inte fick träffa min pappa").
Svavelsyra slängdes i hans kista så att hans kropp skulle upplösas inom de närmsta 24 timmarna. Hans brev och kläder brändes.
Emma Goldman greps, misstänkt för att ha varit inblandad i mordet, men hon släpptes eftersom det inte fanns några bevis.
Temple of Music, där mordet begicks, revs i november 1901.